# Ministri presidenti della Vallonia
Il Ministro presidente della Vallonia (in francese: Ministre président de Wallonie) è il capo del governo vallone.
Il ministro presidente della Vallonia non deve essere confuso con il ministro presidente della Federazione Vallonia-Bruxelles, anche se le due funzioni sono state esercitate contemporaneamente da Rudy Demotte tra il 20 marzo 2008 e il 22 luglio 2014.

## Elenco
| Immagine | Ministro presidente (Nascita-Morte) | Partito | Mandato                            |
| -------- | ----------------------------------- | ------- | ---------------------------------- |
|          | Jean-Maurice Dehousse (1936)        | PS      | 22 dicembre 1981 - 26 gennaio 1982 |
|          | André Damseaux (1937-2007)          | PRL     | 27 gennaio 1982 - 27 ottobre 1982  |
|          | Jean-Maurice Dehousse (1936)        | PS      | 27 ottobre 1982 - 11 dicembre 1985 |
|          | Melchior Wathelet (1949)            | PSC     | 11 dicembre 1985 - 4 febbraio 1988 |
|          | Guy Coëme (1946)                    | PS      | 4 febbraio 1988 - 10 maggio 1988   |
|          | Bernard Anselme (1945)              | PS      | 10 maggio 1988 - 8 gennaio 1992    |
|          | Guy Spitaels (1931-2012)            | PS      | 8 gennaio 1992 - 25 gennaio 1994   |
|          | Robert Collignon (1943)             | PS      | 25 gennaio 1994 - 15 luglio 1999   |
|          | Elio Di Rupo (1951)                 | PS      | 15 luglio 1999 - 8 aprile 2000     |
|          | Jean-Claude Van Cauwenberghe (1944) | PS      | 8 aprile 2000 - 6 ottobre 2005     |
|          | Elio Di Rupo (1951)                 | PS      | 6 ottobre 2005 - 20 luglio 2007    |
|          | Rudy Demotte (1963)                 | PS      | 20 luglio 2007 - 22 luglio 2014    |
|          | Paul Magnette (1971)                | PS      | 22 luglio 2014 - 28 luglio 2017    |
|          | Willy Borsus (1962)                 | MR      | 28 luglio 2017 - 13 settembre 2019 |
|          | Elio Di Rupo (1951)                 | PS      | 13 settembre 2019 - 15 luglio 2024 |
|          | Adrien Dolimont (1988)              | MR      | 15 luglio 2024 - in carica         |

## Fonti
- Pierre De Spiegeler et Michel Weyssow : Région wallonne : historique de la composition des Exécutifs, Namur, Ministère de la Région wallonne, Service des Archives, novembre 1997, 75 pages.